# Petaluridae
Os petalúridos (Petaluridae) são uma família de odonatos anisópteros. Inclui as espécies de estado mais basal de libélulas verdadeiras (Anisoptera), com membros fósseis de tempos tão primitivos como o Jurássico (c. de 150 milhões de anos).
Os petalúridos modernos incluem só 11 espécies, sendo a espécie australiana Petalura ingentissima, um dos maiores exemplares de libélula vivos, com envergadura de asas de até 160 mm e comprimento corporal de cerca de 100 mm. Entre outras espécies australianas, está a Petalura gigantea (comumente conhecida como "libélula-gigante"). Nos Estados Unidos ocorrem duas espécies, uma em cada costa. As larvas vivem principalmente nas margens dos riachos, frequentemente em tocas, mas as da espécie do sul dos Estados Unidos Tachopteryx thoreyi aparentemente vivem em depressões sob folhas úmidas. O habitat semiaquático das larvas faz que este grupo seja único entre as libélulas modernas.
Na época do Jurássico, havia uma libélula chamada Meganeura que media 70 cm. de comprimento.
Atualmente, a libélula mais rápida do mundo é a libélula-australiana, capaz de alcançar os 90 km/h.

## Taxonomia
Reconhecem-se os seguintes géneros:
- Petalura Leach, 1815
- Phenes Rambur, 1842
- Tachopteryx Uhler in Selys, 1859
- Tanypteryx Kennedy, 1917
- Uropetala Selys, 1858